# Hillevi Engström
Pour les articles homonymes, voir Hillevi.
Hillevi Maria Engström, née Pettersson le 15 avril 1963 à Sollentuna, est une femme politique suédoise, membre des Modérés (M).

## Biographie
Agent de police, puis inspectrice, entre 1983 et 1996, elle étudie le droit, les règles du marché du travail et la pédagogie aux universités de Stockholm et Örebro. Après s'être engagée au sein du syndicat de la police suédoise, elle est élue, en 1998, au conseil municipal de Sollentuna. Quatre ans plus tard, elle fait son entrée au Riksdag.
À la suite de la reconduction au pouvoir de l'Alliance pour la Suède lors des élections générales du 19 septembre 2010, elle est nommée ministre de l'Emploi.
Le 17 septembre 2013, elle est nommée ministre de la Coopération en remplacement de Gunilla Carlsson qui quitte le gouvernement. Elle demeure à ce poste jusqu'au 3 octobre 2014.